# A Győri Audi ETO KC kézilabdázóinak listája
Ez a lista a Győri Audi ETO KC igazolt felnőtt kézilabdázóit tartalmazza, névsorrendben.
 megjegyzés A lista nem teljes! 
Jelenleg az 1992/1993-as bajnokság után az NBI-ben bemutatkozott kézilabdázókat tartalmazza. A játékosok,a mérkőzések és gólok száma frissítve: 2022. június 12.

## A/Á
- Ács Bianka  -2014/2019 (2014-2015-ben kölcsönben) (beálló)
- Afentaler Sára  - 2014/2021 (2014-2015-ben és 2019-től kölcsönben) (jobbátlövő)
- Aguilar Díaz Macarena  - 2014/2015 (irányító)
- Althaus Anja  - 2017/2018 (beálló)
- Alstad Ida  - 2016 (balátlövő)
- Amorim Taleska Eduarda Idalina   - 2009/2021-, 58 mérkőzés, 238 gól (balátlövő)

## B
- Baunok Bernadett  - 1992/1993, 28 mérkőzés, 25 gól (balszélső)
- Bárány Krisztina  - 2010/2011-, 1 mérkőzés, 0 gól (balátlövő)
- Belső Anett  – 2002/2003-2004/2005, 14 mérkőzés, 9 gól (balszélső)
- Binó Boglárka  - 2013/2021 (2014-2015-ben, 2018-ban, 2019-től kölcsönben) (kapus)
- Blohm Linn  - 2021/2027 (beálló)
- Bódi Bernadett  – 2001/2002-2006/2007, 121 mérkőzés, 189 gól és 2013/2020 (jobbszélső)
- Bodrogi Katalin  – 1992/1993, 9 mérkőzés, 0 gól (kapus)
- Bognár Barbara  – 2003/2004-2006/2007, 36 mérkőzés, 31 gól (irányító)
- Borbás Rita  – 2003/2004-2004/2005, 42 mérkőzés, 78 gól (beálló)
- Brădeanu Aurelia  – 2004/2005-2010/2011, 155 mérkőzés, 656 gól (irányító-átlövő)
- Brattset Dale Kari Skaar  - 2018/2027 (beálló)
- Breistøl Kristine  - 2024/2026 (balátlövő)
- Broch Yvette  - 2015/2018 és 2022/2024 (beálló)
- Bulatović Katarina   - 2013/2014 és 2019/2020 (jobbátlövő)
- Burghardt Rozália  - 2010/2011-, 2 mérkőzés, 0 gól (kapus)

## C/Cs
- Császár Tímea  – 1997/1998-1998/1999, 16 mérkőzés, 10 gól (irányító)
- Csekő Brigitta Dóra  - 2020/2021 (balszélső)
- Csőre Szabina  - 2004/2008 (balszélső)
- Csupor Csenge  – 2005/2006-2006/2007, 2 mérkőzés, 2 gól (beálló)

## D
- Deáki Dóra  – 2007/2008-2009/2010, 42 mérkőzés, 57 gól (balátlövő)
- De Paula Bruna Aparecida Almeida  - 2023/2027 (átlövő)
- Despotović Jelena  - 2021/2023 (átlövő)
- Đokic Ana   – 2002/2003-2007/2008, 139 mérkőzés, 422 gól (beálló)
- Drávai Gyöngyi  – 2006/2007-2007/2008, 14 mérkőzés, 25 gól (balátlövő)
- Duijndam Rinka  – 2023/2024 (kapus)
- Dulfer Kelly  – 2024/2026 (balátlövő)
- Dumitru Nadina – 1997/1998-1998/1999, 49 mérkőzés, 135 gól (jobbszélső)

## E
- Edwige Béatrice Seynabou  - 2019/2021 (beálló)
- Elghaoui Asma    - 2016/2017 (beálló)
- Elver Hagesø Helena  - 2025/2027 (irányító)
- Erdős Irma   – 1999/2000, 6 mérkőzés, 2 gól (balátlövő)

## F
- Fábián Ágnes  – 1992/1993-1994/1995, 71 mérkőzés, 37 gól
- Faluvégi Dorottya  - 2019/2023,114 mérkőzés, 253 gól (jobbszélső)
- Farkas Johanna  - 2013/2022 (2014-2015-ben és 2020-tól kölcsönben) (irányító)
- Farkas Júlia  – 2014/2025 (2024-től kölcsönben) (irányító)
- Farkas Veronika  – 2002/2003, 5 mérkőzés, 1 gól (irányító)
- Fitina Irina – 1992/1993, 2 mérkőzés, 1 gól
- Földes Kata  – 2004/2005, 3 mérkőzés, 4 gól (jobbszélső)
- Fodor Csenge Réka  - 2017/2027 (balszélső)

## G/Gy
- Gerebenics Júlia  – 1995/1996, 5 mérkőzés, 1 gól
- Gerhárt Kincső  - 2014/2019 (2014-2015-ben kölcsönben) (beálló)
- Glauser Laura  - 2020/2022 (kapus)
- Gogirla Simona  – 2004/2005-2006/2007, 65 mérkőzés, 279 gól (balátlövő)
- González Álvárez Mireya  - 2018 (jobbátlövő)
- Görbicz Anita  – 1997/2021, 750 mérkőzés, 3797 gól (irányító-balszélső)
- Grimsbø Kari Aalvik  - 2015/2020 (kapus)
- Groot Cornelia Nycke  - 2015/2019 (iranyító)
- Gros Ana  – 2010/2012 és 2022/2024 (jobbátlövő)
- Grubušić Jelena  - 2014/2015 (kapus)
- Guiu Stancuta  – 2006/2007, 27 mérkőzés, 0 gól (kapus)
- Győri Alexa  – 2022/2025 (2023-tól 2024-ig kölcsönben) (kapus)
- Győri-Lukács Viktória  - 2020/2026 (jobbszélső)

## H
- Hagman Nathalie  – 2025/2027 (jobbszélső)
- Hansen Anne Mette  - 2017/2023 (balátlövő)
- Haugsted Line  - 2022/2024 (balátlövő)
- Háfra Noémi  - 2021/2024 (2022-től kölcsönben) (balátlövő)
- Hársfalvi Júlia  - 2015/2019 (2016-ban, 2017-2018-ban és 2018-2019-ben kölcsönben) (balszélső)
- Herr Anita  – 2005/2006 és 2008/2009, 35 mérkőzés, 119 gól (jobbátlövő)
- Herr Orsolya  – 2000/2001-2008/2009, 122 mérkőzés, 0 gól (kapus)
- Hlavata Ljubica – 1993/1994, 38 mérkőzés, 93 gól
- Hoffmann Beáta  – 1992/1993-2000/2001, 211 mérkőzés, 0 gól (kapus)
- Hoffmann Kitti  – 2003/2004, 1 mérkőzés, 0 gól (kapus)
- Hornyák Ágnes  – 2006/2007-, 117 mérkőzés, 187 gól (jobbátlövő)
- Horváth Bernadett  – 2007/2008-2008/2009, 10 mérkőzés, 5 gól (beálló)
- Horváth Lenke  – 1996/1997, 26 mérkőzés, 52 gól
- Horváth Mariann  – 1993/1994-2000/2001, 161 mérkőzés, 441 gól (balszélső)
- Horváth Roxána  – 2001/2002-2002/2003, 28 mérkőzés, 25 gól (balszélső)
- Horváth Zsuzsa  – 1994/1995, 7 mérkőzés, 3 gól
- Hosszu Boglárka  – 2007/2008-2009/2010, 4 mérkőzés, 3 gól (jobbszélső)
- Housheer Dione  – 2024/2026 (jobbátlövő)
- Hovden Emilie  – 2023/2026 (jobbszélső)
- Hudák Anette Emma   – 2015/2017 (balátlövő)

## I/Í
- Író Gyöngyi  – 1994/1995, 1 mérkőzés, 0 gól

## J
- Jenőfi Katalin  – 2000/2001-2001/2002, 7 mérkőzés, 3 gól (balátlövő)
- Jóna Magda  - 1959/1960 (átlövő)
- Jókai Nóra  – 2000/2001-2003/2004, 96 mérkőzés, 92 gól (irányító-átlövő)
- Jørgensen Kristina  – 2024/2027 (irányító)
- Juhász Gabriella  – 2003/2004-2006/2007, 83 mérkőzés, 127 gól (balszélső)

## K
- Kári Horváth Renáta  – 2001/2002, 6 mérkőzés, 4 gól (jobbszélső)
- Karnik Szabina  – 2007/2008-2008/2009, 3 mérkőzés, 5 gól (jobbátlövő)
- Keceli-Mészáros Renáta  - 2024/2025 (balátlövő)
- Kellermann Dóra  - 2013/2020 (2014-2015-ben és 2019-től kölcsönben) (irányító)
- Kereki Edina  – 1999/2000-2000/2001, 37 mérkőzés, 78 gól (jobbszélső)
- Kerner Krisztina  – 1994/1995, 29 mérkőzés, 0 gól (kapus)
- Kindl Gabriella    – 1996/1997-2002/2003, 121 mérkőzés, 233 gól (balátlövő)
- Kisfaludy Anett  – 2007/2008-2009/2010, 13 mérkőzés, 12 gól (beálló)
- Kiss Csilla  – 1992/1993, 9 mérkőzés, 3 gól
- Kiss Éva  - 2015/2020 (kapus)
- Kiss Nikoletta  - 2014/2018 (2015-2016-ban és 2016-2018-ban kölcsönben) (jobbátlövő)
- Kovács Adrienn  – 1995/1996-1999/2000, 43 mérkőzés, 63 gól (jobbszélső)
- Kovacsics Anikó  – 2006/2016-, 86 mérkőzés, 252 gól (irányító)
- Kovacsicz Mónika   – 2003/2004-2006/2007, 94 mérkőzés, 239 gól (jobbszélső)
- Kovács Pelczéder Orsolya  – 2009/2010-, 1 mérkőzés, 2 gól (balszélső)
- Köbli Anett  – 1998/1999-2002/2003, 84 mérkőzés, 120 gól
- Knedlíková Jana  - 2015-2015/2020 (jobbszélső)
- Korsós Dorina  - 2011/2021 (2017-től 2021-ig kölcsönben) (balszélső)
- Kristiansen Veronica Egebakken  - 2018/2027 (balátlövő)
- Kulcsár Anita  – 1995/1996-2000/2001, 142 mérkőzés, 759 gól (beálló)
- Kulcsár Gyöngyi  – 1999/2000-2001/2002, 47 mérkőzés, 86 gól (beálló)
- Kurhéja Krisztina  – 1992/1993, 20 mérkőzés, 30 gól
- Kurtović Amanda  - 2019/2021 (2020-tól kölcsönben) (jobbátlövő)
- Kurucz Ivett  – 2010/2011-, 3 mérkőzés, 1 gól (irányító)
- Kuti Csilla  – 1992/1993, 3 mérkőzés, 0 gól
- Kürthi Laura Klaudia  - 2013/2022 (2014-2015-ben és 2021-ben kölcsönben) (jobbátlövő/jobbszélső)

## L
- Laczó Anita  – 1992/1993, 165 mérkőzés, 592 gól (balátlövő)
- Lagerquist Anna  – 2024/2026 (beálló)
- Lakatosné Budai Mária  – 1992/1993-1994/1995, 72 mérkőzés, 119 gól
- Lakatos Rita   - 2013/2021 (2016-2017-ben, 2017-2018-ban, 2018-ban és 2018-tól 2021-ig kölcsönben) (irányító)
- Lancz Barbora  - 2016/2019 (jobbátlövő)
- Lekić Andrea  - 2011/2013 (irányító)
- Leynaud Amandine Suzanne Monique  - 2018/2022, 2023 (kapus)
- Lima de Araújo Tamires Morena  - 2015 (beálló)
- Lovász Zsuzsa  – 2000/2001-2002/2003, 81 mérkőzés, 342 gól (jobbszélső)
- Løke Heidi  - 2011/2017 (beálló)
- Lunde-Haraldsen Katrine  – 2010/2015 , 22 mérkőzés, 0 gól (kapus)

## M
- Magyaróvári Adrienn  – 1996/1997, 12 mérkőzés, 0 gól (kapus)
- Mátéfi Eszter  – 1993/1994-1996/1997, 98 mérkőzés, 607 gól (balátlövő)
- Mayer (Reiner) Szabina  – 2005/2006 és 2008/2009-2010/2011, 66 mérkőzés, 161 gól (beálló)
- Mehlmann Ibolya  – 1999/2000-2004/2005, 126 mérkőzés, 510 gól (jobbátlövő)
- Micskó Zsófia  – 2001/2002-2003/2004, 27 mérkőzés, 32 gól (balátlövő)
- Milanović-Litre Vesna  - 2014/2015 (beálló)
- Miklós Zsanett  – 2002/2003-2003/2004, 2 mérkőzés, 0 gól (beálló)
- Moszkovaja Szvetlana  – 1997/1998-1999/2000 és 2001/2002, 76 mérkőzés, 123 gól (beálló)
- Mörtel Renáta  – 2002/2003-2005/2006, 102 mérkőzés, 339 gól (balátlövő)
- Mørk Nora  - 2016/2018-2019 (jobbátlövő)
- Mravíková Katarína  – 2007/2008-2010/2011, 95 mérkőzés, 335 gól (jobbszélső)
- Müller Susann  2014/2015, 31 gól (jobbátlövő)

## N
- Nagy Anikó  – 1992/1993-2000/2001, 184 mérkőzés, 770 gól (jobbátlövő)
- Nagy Krisztina  – 1992/1993-1997/1998 és 2005/2006, 132 mérkőzés, 170 gól (jobbátlövő)
- Nagy Mónika  – 1995/1996, 1 mérkőzés, 1 gól
- Nagy Nikolett  – 1992/1993, 9 mérkőzés, 5 gól
- Nagyné Bodó Valéria  –1994/1995, 12 mérkőzés, 14 gól
- Németh Nedda   – 2005/2006-2007/2008, 3 mérkőzés, 2 gól (irányító)
- Némethné Bíró Andrea   – 1995/1996-1998/1999, 64 mérkőzés, 141 gól (irányító)
- Nitescu Carmen  – 2001/2002-2003/2004, 73 mérkőzés, 267 gól (balátlövő)
- Nze Minko Estelle  - 2019/2027 (irányító)

## O
- Oftedal Stine Bredal  - 2017/2024 (irányító)
- Ogonovszky Eszter  - 2020/2024 (2023-tól kölcsönben) (átlövő)
- Oguntoye Viktória   – 2007/2008-2009/2010, 23 mérkőzés, 0 gól (kapus)
- Orbán Adrienn  – 2002/2004 és 2009/2017 (jobbszélső)
- Oross Nilla  – 2005/2006, 5 mérkőzés, 0 gól (kapus)

## P
- Palkó Fruzsina  – 2009/2010-, 7 mérkőzés, 9 gól (beállóÖ
- Pap Tímea -  - 2001/2006 (kapus)
- Pál Tamara  - 2013/2022 (2014-2015-ben és 2019-től kölcsönben) (irányító)
- Pálinger Katalin  – 1994/1995-2000/2001 és 2007/2008-, 189 mérkőzés, 0 gól (kapus)
- Pásztor Bettina  – 2010/2011-, 7 mérkőzés, 0 gól (kapus)
- Petróczi Viktória  – 1997/1998-2006/2007, 132 mérkőzés, 3 gól (kapus)
- Pigniczki Krisztina  – 1993/1994-2000/2001, 178 mérkőzés, 595 gól (irányító-balszélső)
- Pintea Crina Elena  - 2019 és 2021/2022 (beálló)
- Planéta Szimonetta  – 2001/2007, 2007-2017 (2012-2014-ben és 2016-2017-ben kölcsönben) (jobbátlövő)
- Pöltl Andrea   – 1998/1999, 5 mérkőzés, 1 gól (beálló)
- Prok Beatrix  – 1999/2000-2001/2002, 56 mérkőzés, 194 gól (balátlövő)
- Puhalák Szidónia  - 2015/2021 (balszélső)

## R
- Rádinné Tóth Rózsa  – 1993/1994, 10 mérkőzés, 10 gól
- Radičević Jovanka  - 2011/2013 (jobbszélső)
- Radulovics Bojana   – 2006/2007, 18 mérkőzés, 54 gól (jobbátlövő)
- Rakovszki Katalin  – 1995/1996, 4 mérkőzés, 0 gól (kapus)
- Rotis Nagy Gabriela Eugenia   – 2008/2009, 18 mérkőzés, 33 gól (balátlövő)
- Rédecsi Polett  – 2023/2025 (balátlövő-balszélső)
- Ryu Eun-hee  - 2021/2025 (jobbátlövő)

## S/Sz
- Sako Hatadou   - 2024/2027 (kapus)
- Sirián Alexa Szederke  - 2012/2013, 2013/2014 71 mérkőzés, 160 gól (beálló)
- Sirina Irina   – 2000/2001-2004/2005, 125 mérkőzés, 4 gól (kapus)
- Solberg-Østhassel Silje Margaretha  - 2020/2024 (kapus)
- Somoi - Lazer Ana Maria  – 2005/2006-2006/2007, 34 mérkőzés, 59 gól (beálló)
- Spiridon Simona   – 2006/2007-2010/2011, 106 mérkőzés, 277 gól (beálló)
- Stanko Tjaša  -2025/2027 (irányító)
- Sulland Linn Jørum  -2015/2016 (jobbátlövő)
- Szabados Gabrilella – 1992/1993-1994/1995, 71 mérkőzés, 128 gól
- Szabóné Édel Mariann  – 1992/1993, 14 mérkőzés, 54 gól
- Szamoránsky Piroska  – 2003/2004-2004/2005, 7 mérkőzés, 3 gól (beálló)
- Szántó Anna  – 1993/1994-1996/1997, 86 mérkőzés, 335 gól (balszélső)
- Szár Evelin  – 2024/2025 (beálló)
- Szegedi Orsolya  – 2005/2006-2010/2011, 37 mérkőzés, 44 gól (balszélső)
- Szemerey Zsófi  – 2011/2013 és 2025/2027 (kapus)
- Szeny Ana Szergejevna  - 2014/2015 (balátlövő)
- Szigeti Enikő – 1992/1993, 6 mérkőzés, 7 gól
- Szilágyi Bea  – 1992/1993-1998/1999, 94 mérkőzés, 122 gól (balátlövő)
- Szilovics Fanni  - 2014/2019 (2014-2015-ben kölcsönben) (beálló)
- Szőke Rita  – 1993/1994, 12 mérkőzés, 1 gól
- Szöllősi-Schatzl Nadine  – 2010/2011 és 2021/2024 (balszélső)
- Szölösi Patrícia  – 2007/2008-2010/2011, 37 mérkőzés, 39 gól (balszélső)

## T
- Temes Bernadett  – 2002/2003-2007/2008, 85 mérkőzés, 117 gól (irányító-átlövő)
- Tervel Raphaëlle  - 2012/2014 (balátlövő, balszélső)
- Thiesz Panna   - 2005/2007 (jobbszélső)
- Toft Sandra  - 2022/2026 (kapus)
- Tomori Zsuzsanna  – 2007/2008-2009/2010, 61 mérkőzés, 240 gól és 2015/2019 (átlövő)
- Trulik Marietta  – 1992/1993-1994/1995, 37 mérkőzés, 77 gól
- Tóth Eszter  – 2009/2010-, 6 mérkőzés, 10 gól (irányító)
- Tóth Gabriella  - 2009/2012 és 2015/2019 (2017-tól kölcsönben) (irányító)

## V
- Van Wetering Bo  - 2024/2026 (balszélső)
- Varga Dalma  - 2023/2025 (jobbszélső)
- Varga Emőke  - 2014/2019 (2014-2015 és 2019-ben kölcsönben) (beálló)
- Varga Enikő  – 1995/1996, 6 mérkőzés, 3 gól
- Vérten Orsolya  – 2001/2002-, 236 mérkőzés, 925 gól (balszélső)
- Világos Diána  - 2014/2022 (2014-2015-ben kölcsönben) (beálló)
- Víg Vivien  – 2009/2010, 13 mérkőzés, 0 gól (kapus)

## Z/Zs
- Zseli Magdolna  – 1992/1993-1993/1994, 45 mérkőzés, 0 gól (kapus)